# Медведка (река, впадает в Воткинское водохранилище)
Медведка — река в России, протекает, главным образом в Частинском районе Пермского края (исток и первые километры в Большесосновском районе). Устье реки находится в 423 км по правому берегу Воткинского водохранилища (Медвединский залив) на Каме. Длина реки составляет 26 км, площадь бассейна — 113 км².
Протекает на юго-западе края в южной части Верхнекамской возвышенности. Исток находится в 19 км к северо-западу от села Частые к северу от горы Ореховая (274 м НУМ). Генеральное направление течения — юго-восток, в среднем течении протекает деревни Паклин, Кленовая и Медведка; в нижнем течении — деревни Пантюха и Рябчата. На реке несколько земляных плотин и запруд. Приток — Падун (левый). На последних километрах течения из-за подпора Воткинского водохранилища образует вытянутый Медвединский залив. Впадает в водохранилище напротив села Елово.

## Данные водного реестра
По данным государственного водного реестра России относится к Камскому бассейновому округу, водохозяйственный участок реки — Кама от Камского гидроузла до Воткинского гидроузла, речной подбассейн реки — бассейны притоков Камы до впадения Белой. Речной бассейн реки — Кама.
По данным геоинформационной системы водохозяйственного районирования территории РФ, подготовленной Федеральным агентством водных ресурсов:
- Код водного объекта в государственном водном реестре — 10010101012111100015216
- Код по гидрологической изученности (ГИ) — 111101521
- Код бассейна — 10.01.01.010
- Номер тома по ГИ — 11
- Выпуск по ГИ — 1